# Jacques-Nompar de Caumont, duc de la Force
Jacques-Nompar de Caumont, duc de la Force, francoski maršal in politik, * 1558, † 1652.